# Monanthotaxis glomerulata
Monanthotaxis glomerulata là loài thực vật có hoa thuộc họ Na. Loài này được (Le Thomas) Verdc. mô tả khoa học đầu tiên năm 1971.